# تشو هونج
تشو هونج (بالصينية: 周红) (10 مارس 1966 - ) هي لاعبة كرة طائرة الصين. شاركت في الألعاب الأولمبية الصيفية 1992.

## وصلات خارجية
- تشو هونج على موقع أوليمبيديا (الإنجليزية)